# La Pedrosa (Arcos de la Frontera)

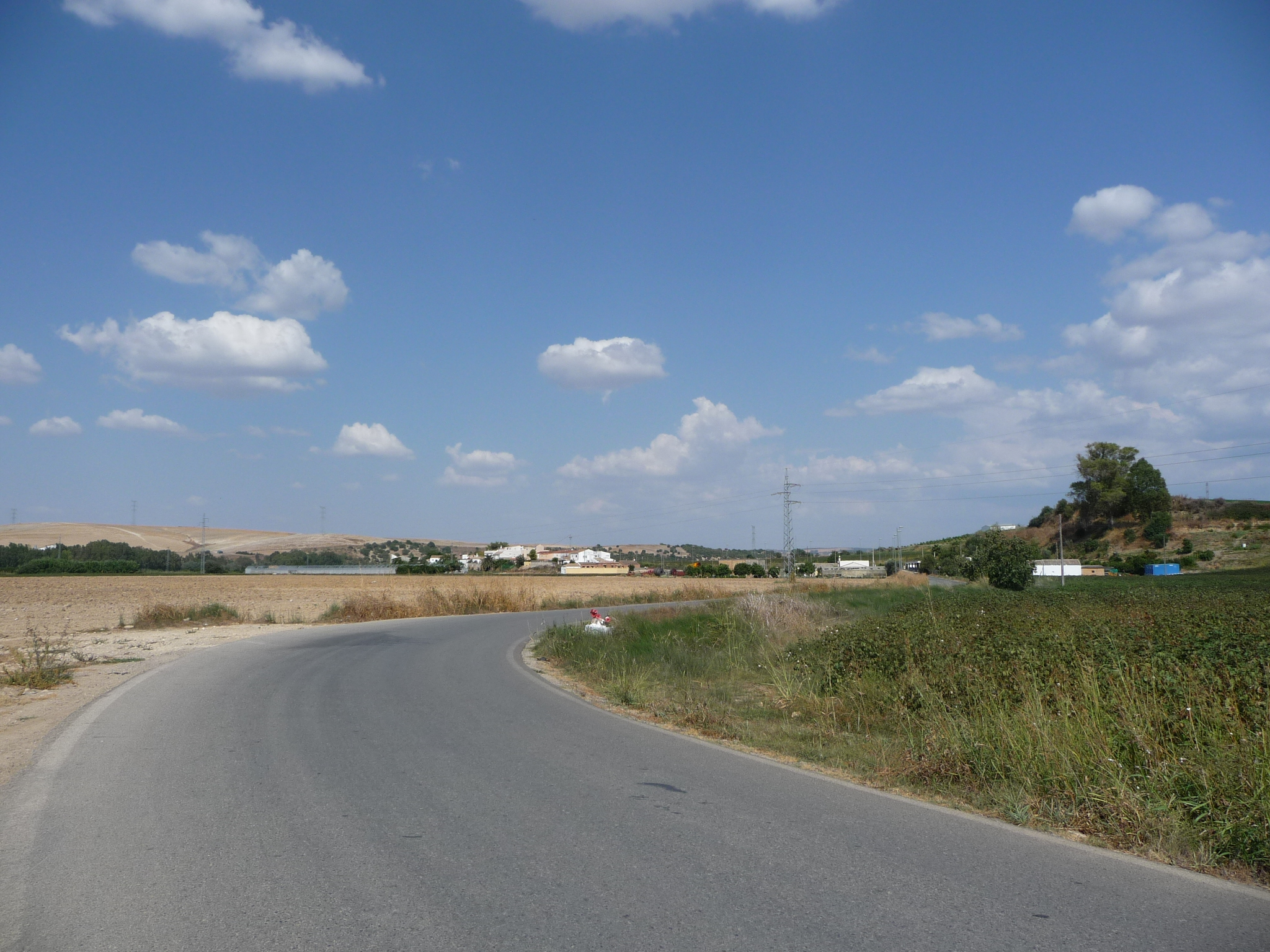
Barriada

La Pedrosa es una de las pedanías del municipio de Arcos de la Frontera (Cádiz, España). La pedanía se encuentra a 10 km de Arcos de la Frontera.

## Localización
En ella se encuentra la "Junta de los ríos" Majaceite y Guadalete